# Diecezja Plymouth
Diecezja Plymouth – diecezja Kościoła rzymskokatolickiego w południowo-zachodniej Anglii, w metropolii Southwark. Obejmuje hrabstwa Dorset, Devon i Kornwalia. Powstała w wyniku reformy administracji kościelnej w Anglii i Walii, jaką w 1850 roku zarządził papież Pius IX. Siedzibą biskupów jest Plymouth. 

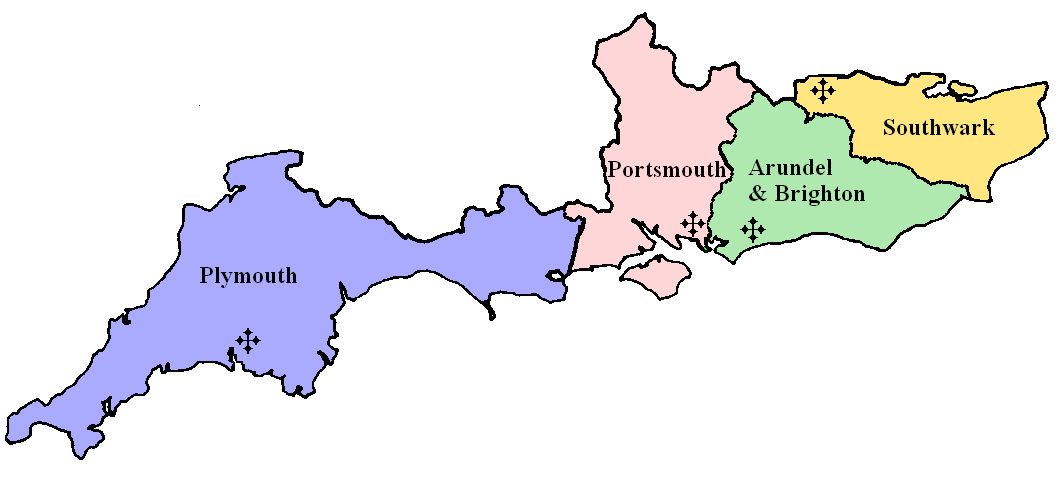
Diecezja na mapie metropolii (zaznaczona na niebiesko)